# Damon Locks
Damon Locks (* 1967 oder 1968) ist ein US-amerikanischer Bildender Künstler, Klangkünstler, Liedtexter und Musiker (Gesang, Elektronik, Perkussion, Komposition), der als Aktivist und Bandleader in der Kunst- und Musikszene Chicagos aktiv ist.

## Leben und Wirken
Locks wuchs in Silver Spring, Maryland auf und wurde als Achtklässler in den Punk eingeführt. Ein Jahr später begann er im benachbarten Washington, D.C., Punk- und Hardcore-Shows zu besuchen, wo er Bands wie Minor Threat und Bad Brains erlebte. Er besuchte die School of Visual Arts in New York; dort freundete er sich 1987 mit Fred Armisen an, der nur zum College gegangen war, um eine Band zu bilden. Sie gründeten 1988 die experimentelle Rockband Trenchmouth. Die Band bestand acht Jahre und legte vier Alben vor, mit denen Locks als Sänger, Performer und bildender Künstler Anerkennung fand. Nach der Trennung von Trenchmouth gründeten Locks und Wayne Montana The Eternals, ein amorphes Outfit mit einem Sound, der in Reggae und Jazz verwurzelt war. Daneben arbeitete Locks ab Mitte der 2000er-Jahre als Vokalist bzw. als Live-Elektroniker mit Rob Mazurek, zuerst in Isotope 217, dann in dessen Exploding Star Orchestra (Bill Dixon, Stars Have Shapes, Matter Antimatter), 2020 auf Mazureks Produktion Dimensional Stardust zu hören.
2014 begann er auf Empfehlung der Kuratorin Heather Radke vom Jane Addams Hull-House Museum Insassen des Stateville-Gefängnisses in Crest Hill, Illinois, in bildender Kunst zu unterrichten. Beeinflusst von gewaltsamen Todesfällen von unbewaffneten Schwarzen in den USA war Locks an der Entwicklung eines Animationsfilms zum Thema Freiheit und Zeit beteiligt und gründete das Black Monument Ensemble. 2015 trat er in einer Galerie als Performer auf; an jenem Abend mischte er Samples von berühmten Reden der Bürgerrechtsbewegung mit eigenen Textsplittern, Loops und einer abgespeckten Fassung des Black-Monument-Ensemble-Songs „Sounds Like Now“ zusammen.
Locks realisierte danach ein Projekt mit der Jugend-Tanzcompagnie „Move Me Soul“ als Teil einer Merce Cunningham gewidmeten Ausstellung im Museum of Contemporary Art in Chicago und geriet bei einem weiteren Aufenthalt in New Orleans zufällig in den Auftritt eines Chors, der zu Ehren von Martin Luther King sang. Diese Art von Chorgesang, wie er ihn zuvor bereits auf Alben von Archie Shepp, The Voices of East Harlem und den Freedom Singers gehört hatte, beeinflusste Locks und brachte ihn dazu, ausgestattet mit einem Künstlerstipendium des Hyde Park Art Center in der Southside Chicagos, 2017 mit ehemaligen Mitgliedern des Chicagoer Children’s Choir zu arbeiten. Er komponierte Musik und arbeitete mit einem 14-köpfigen Ensemble, ergänzte Electronics, und bezog Jazzmusiker wie Dana Hall, Angel Bat Dawid, Arif Smith, Chorsänger und fünf Tänzer in das Ensemble ein. 2019 legte er mit seinem Ensemble das Album Where Future Unfolds (International Anthem) vor. Seine Gruppe Black Monument Ensemble trat im Museum of Contemporary Art, Chicago, am Garfield Park Conservatory und im Chicago Cultural Center auf. 2021 folgte das zweite Album Locks’ mit dem Ensemble, NOW. Zu hören ist er auch auf Ken Vandermarks Album Momentum 5: Stammer (Triptych) (2021) und dem Rob Mazurek/Exploding-Star-Orchestra-Album Lightning Dreamers (2023). Im selben Jahr erscheint die Damon Locks/Rob Mazurek-Kooperation New Future City Radio (International Anthem).
Des Weiteren gestaltete er die Cover von Alben seiner Musikerkollegen Makaya McCraven, Rob Mazurek und Tomeka Reid.
Außerdem war er als Künstler und Komponist für mehrere Filmproduktionen tätig. Locks unterrichtet als Künstler im Rahmen des Programms SPACE (School Partnership for Art and Civic Engagement) des Museum of Contemporary Art und an der Sarah E. Goode STEM Academy.
Als wichtigen musikalischen Einfluss nennt Locks den 2017 verstorbenen Phil Cohran, ein frühes Mitglied des Sun Ra Arkestra und Mitbegründer der Association for the Advancement of Creative Musicians (AACM). Inspiriert ist er auch von den afroamerikanischen Feministinnen des Combahee River Collective, die bereits in den 1970er-Jahren von Intersektionalität und Identitätspolitik sprachen.

## Auszeichnungen
Locks wurde 2015 mit dem Helen Coburn Meier und Tim Meier Achievement Award in the Arts ausgezeichnet und nahm an der Musikresidenz The New Quorum in New Orleans teil. Er war MAKER-Stipendiat der Chicago Artists Coalition 2016 und Mitempfänger eines Soros Justice Fellowship 2017.